# Heinrich Karl Brugsch
Heinrich Karl Brugsch (Berlim, 18 de fevereiro de 1827 – Berlim, 9 de setembro de 1894) foi um egiptólogo alemão. 
Ficou conhecido por ter fundado o Zeitschrift für Äegyptische Sprache und Altertumskunde (Revista para a língua e arqueologia egípcia) em 1863. Estudou desde jovem os papiros e as inscrições em egípcio demótico, a respeito das quais publicou sua monografia em 1843 Scriptura Ægyptiorum Demotica (a escrita do egípcio demótico).
Suas numerosas estadas no Egito (em 1853, em 1857-58 e 1864-68) o levaram em 1870 a dirigir a escola de egiptologia criada no Cairo e a receber o título de paxá em 1881.